# Sylvestr (pražský biskup)
Sylvestr, OSB (zemř. 10. února 1161) byl zvoleným pražským biskupem, ze svého úřadu však odstoupil ještě před svým biskupským svěcením.

## Život
Sylvestr byl opat benediktinského kláštera v Sázavě. Na přání knížete Soběslava I. byl v roce 1139 po smrti pražského biskupa Jana I. zvolen jeho nástupcem. Soběslav však 14. února 1140 zemřel a Sylvestr, jenž dosud nepřijal biskupské svěcení, se již 17. téhož měsíce vzdal biskupského úřadu. Zalekl se budoucích politických střetů, na něž se necítil být dostatečně silným.
Poslední roky svého života prožil v klášteře, kde 10. února 1161 skonal.